# Anaulacomera poculigera
Anaulacomera poculigera är en insektsart som beskrevs av Morgan Hebard 1924. Anaulacomera poculigera ingår i släktet Anaulacomera och familjen vårtbitare. Inga underarter finns listade i Catalogue of Life.